# Любовное настроение
«Любо́вное настрое́ние» (англ. In the Mood for Love, кит. 花樣年華, кант.: fa1 yeung6 nin4 wa4, пиньинь: huā yàng nián huá, дословно: «Годы, подобные цветам») — гонконгская артхаусная мелодрама 2000 года режиссёра, сценариста и продюсера Вонга Карвая, получившая признание публики и множество профессиональных наград. В главных ролях заняты Мэгги Чун и Тони Люн. «Любовное настроение» принято объединять в трилогию с фильмами «Дикие дни» (1991) и «2046» (2004).

## Сюжет
Действие фильма происходит в Гонконге в 1960-х годах. Журналист Чоу Мо Ван (Тони Люн) и Су Ли Жен (Мэгги Чун) в один и тот же день въезжают в две соседние комнаты в доходном доме. У обоих есть супруги, часто задерживающиеся на работе. Несмотря на добродушие хозяйки дома и соседей, Чоу и Су часто скучают в одиночестве в своих комнатах. Вскоре между ними завязывается дружба.
Чоу и Су делятся друг с другом сомнениями насчёт верности своих супругов, догадавшись, что те изменяют им друг с другом. Чоу предлагает Су восстановить в лицах то, что происходит между их супругами-любовниками, и постепенно граница между игрой и настоящим романом начинает таять.
Су предлагает Чоу помочь ему с книгой о боевых искусствах. Вместе с тем, как Чоу и Су становятся всё ближе друг к другу, они пытаются убедить друг друга в том, что у них всё не закончится так же, как у их супругов.
Затем Чоу переезжает в Сингапур, но незадолго до конца фильма он возвращается в Гонконг, туда, где когда-то судьба свела его и он познакомился с Су, и когда понимает, что всё то, что было, уже прошло и это не вернуть, он уезжает в Камбоджу, чтобы в Ангкор-Вате навсегда оставить свою тайну — любовь к Су.

## Съёмки
Несмотря на то, что действия фильма происходят в Гонконге, на самом деле съемки проходили в Бангкоке (Таиланд). Одна из сцен фильма снималась в храмовом комплексе Ангкор-Ват (Камбодже).

## Стиль
В этом фильме используются два нестандартных художественных приёма: кажущийся повтор похожих сцен и отрывки, которые выглядят одной сценой, но на самом деле являются коллажем из многочисленных встреч главных героев. К созданию этого эффекта был причастен и оператор фильма Кристофер Дойл. Эти приёмы создают у зрителя впечатление, что два главных героя повторяют одни и те же действия каждый день в течение очень долгого времени. Однако, если внимательно следить за платьями ципао, в которые одета Мэгги, можно заметить, что в каждом новом кадре в этих сценах на ней надето новое платье. Очевидно, что это не одна сцена, переснятая много раз, а отдельные самостоятельные дубли, каждый с новыми костюмами и новым гримом.
Супруги Чоу и Су редко появляются в кадре, но когда это происходит, зритель не видит их лиц. Эти сцены полностью сняты с одной стороны, таким образом, что видны только Чоу или Су.
Номер комнаты, где живёт мистер Чоу — «2046» — отсылает к следующему фильму Карвая.

## Музыка
- Сигэру Умэбаяси: «Yumeji’s Theme» (первоначально, из фильма «Юмэдзи», реж. Сэйдзюн Судзуки)
- Майкл Галассо: «Angkor Wat Theme», «ITMFL», «Casanova/Flute»
- Нат Кинг Коул: «Aquellos Ojos Verdes», «Te Quiero Dijiste», «Quizás, Quizás, Quizás»
- Брайан Ферри: «I’m in the Mood for Love» (классическая мелодия 1930-х гг., давшая фильму английское название)[12]

## В ролях
| Актёр         | Роль               |
| ------------- | ------------------ |
| Тони Люн      | Чоу Мован          |
| Мэгги Чун     | Су Личжэнь         |
| Сиу Пинг Лам  | А-Пин              |
| Чёнг Тунг Чо  | «Джо»              |
| Ребекка Пан   | миссис Суен        |
| Лай Чен       | мистер Хо          |
| Чан Манлэй    |                    |
| Ку Камва      |                    |
| Рой Чёнг      | мистер Чан (голос) |
| Чи Чианг      | няня (официантка)  |
| Ю Сен         |                    |
| Чоу Почун     |                    |
| Паулин Сун    | миссис Чоу (голос) |
| Вонг Манлэй   | Ку Камва           |
| Жюльен Карбон | французский турист |

## Кассовые сборы
За время показа в Гонконге фильм собрал 8 663 227 гонконгских долларов (более 1 млн. долларов США).
2 февраля 2001 г. 6 американских кинотеатров начали показ фильма, в которых он собрал 113 280 долларов США за первый уик-энд (18 880 в каждом). За всё время показа в Северной Америке фильм собрал 2 738 980 долларов США.
Общемировые кассовые сборы от показа фильма составили 12 854 953 долларов США.

## Признание
- Лучшая мужская роль, Каннский кинофестиваль, 2000
- Лучший иностранный фильм, премия Сезар, 2001
- Премия Европейской киноакадемии за лучший неевропейский фильм, 2000
- В опросе кинокритиков разных стран, проведённом в 2022 году киножурналом «Sight & Sound», «Любовное настроение» попал в топ-10 высших достижений мирового киноискусства[13].
- Фильм был выдвинут от Гонконга на премию «Оскар» за лучший фильм на иностранном языке, однако не вошёл в «шорт-лист» номинации (премию в тот год получил тайваньский фильм Энга Ли «Крадущийся тигр, затаившийся дракон»).